# (35978) Arlington
Pour les articles homonymes, voir Arlington.
(35978) Arlington est un astéroïde de la ceinture principale.

## Description
(35978) Arlington est un astéroïde de la ceinture principale. Il fut découvert le 5 juillet 1999 à l'Observatoire Kleť par Jana Tichá et Miloš Tichý. Il présente une orbite caractérisée par un demi-grand axe de 2,30 UA, une excentricité de 0,13 et une inclinaison de 6,0° par rapport à l'écliptique.

## Compléments